# Fridtjof Nansen
Fridtjof Wedel-Jarlsberg Nansen (Cristiania, 10 d'octubre de 1861- Polhøgda, 13 de maig de 1930) fou un científic, explorador polar, polític, diplomàtic i humanista noruec, guardonat amb el Premi Nobel de la Pau l'any 1922.
Com a explorador, va liderar l'equip que va explorar per primer cop l'interior de Groenlàndia l'any 1888, en una expedició amb esquís, i va guanyar fama internacional quan va establir un nou rècord de latitud 86º 14' durant l'expedició Fram de 1893–1896. Tot i que va retirar-se de l'exploració després de tornar a Noruega, les seves tècniques de viatge i les innovacions en equipament polar, van influenciar tota una generació d'exploradors polars a l'Àrtida i a l'Antàrtida, especialment l'Expedició Amundsen que va assolir per primer cop el pol Sud utilitzant el mateix vaixell Fram.
Nansen va estudiar zoologia a la Universitat d'Oslo i posteriorment va ser comissari al Museu de Bergen, on va estudiar el sistema nerviós de les criatures marines, obtenint un doctorat i contribuint en la definició de la doctrina de la neurona, que va ser la base per al Premi Nobel atorgat a Santiago Ramón y Cajal el 1906. Des de 1896, la seva carrera va orientar-se més cap a l'oceanografia, disciplina que el va portar a diverses expedicions científiques a l'Atlàntic Nord, on desenvoluparia les tècniques i equipaments de l'oceanografia moderna.
La reputació de Nansen al seu país el va portar a fer campanya per la dissolució de la Unió entre Suècia i Noruega, que va produir-se el 1905 amb la declaració d'independència de Noruega, i va convèncer al Príncep Carles de Dinamarca per acceptar el tron del nou estat. Entre 1906 i 1908 va ser representant de Noruega a Londres, on va aconseguir negociar els tractats que asseguraven l'estatus independent del seu país.
Durant els darrers anys de la seva vida, va dedicar-se principalment a la Lliga de Nacions i va ser nomenat Alt Comissionat per als Refugiats. El 1922 va rebre el Premi Nobel de la Pau per la seva feina a favor dels desplaçats de la Primera Guerra Mundial i d'altres conflictes. Entre les seves iniciatives destaquen la introducció del passaport Nansen, per a apàtrides desplaçats, un certificat que seria reconegut per més de 50 països. Va treballar a favor dels refugiats fins a la seva mort sobtada per un infart el 1930, moment en què la Lliga de Nacions va establir l'Oficina Internacional Nansen per als refugiats, per a continuar la seva tasca. Aquesta institució va rebre el Premi Nobel de la Pau el 1938.
Va estar casat amb l'esquiadora i cantant Eva Nansen, amb quin va tenir diversos fills, entre ells Odd Nansen, cofundador d'UNICEF. La seva figura és molt reconeguda en el món de la diplomàcia i l'exploració polar, i diversos accidents geogràfics polars s'han batejat en honor seu.

## Biografia

### Expedicions Polars i Recerca
Nansen es graduà en zoologia a la Royal Frederick University de Cristiania (la ciutat recuperà el nom d'Oslo el 1925). Més tard treballà com a director del Bergen Museum on va obtenir el doctorat per la seva recerca sobre el sistema nerviós central dels àgnats.
Durant la carrera, el 1882, s'embarcà en un balener que el portà per primera vegada a l'Àrtida. Aquest viatge li va donar l'oportunitat d'estudiar tant la fauna com els fenòmens naturals de l'àrtic (meteorologia, corrents marins, aurores, etc.).
El 1888, ell i cinc persones més, formaren la primera expedició que creuà Grenlàndia amb èxit. Les experiències d'aquesta expedició es van publicar el 1890 a First Crossing of Greenland.
Del 1895 al 1896, dirigí la primera expedició a l'àrtic a bord del Fram (endavant en noruec), capitanejat per Otto Sverdrup. D'aquesta expedició n'escrigué dos llibres, L'Expedició Noruega al Pol Nord, on hi apareix la vessant més científica de l'expedició, i Nord Llunyà, on s'explica el viatge de manera més divulgativa de cara al públic en general.

### Vida política
Va néixer el 10 d'octubre de 1861 a la ciutat de Cristiania, nom pel qual es coneixia en aquells moments l'actual ciutat d'Oslo. En l'esfera política, després d'haver propugnat la separació pacífica de Noruega i Suècia el 1905, va ser el primer ambaixador noruec al Regne Unit (1906-1908). Va renunciar al nomenament de professor d'oceanografia a la Universitat de Cristiana i entre 1910 i 1914 va participar en diverses expedicions a l'Atlàntic Nord, l'Àrtida i Sibèria.
El 1918 va ser delegat del seu país en la Societat de Nacions i fou l'encarregat per aquest organisme d'investigar el problema dels presoners de guerra, aconseguint reintegrar a les seves llars a 450.000 presoners, al mateix temps que, en la seva qualitat d'alt comissari, va organitzar l'ajuda als refugiats de Rússia, Armènia i Grècia. Va crear un certificat especial d'identitat utilitzable pels refugiats com a passaport internacional, anomenat el passaport Nansen.
En reconeixement de haver dirigit els treballs de la Creu Roja per a remeiar la fam a la vall del riu Volga i a la regió meridional d'Ucraïna, entre el 1921 i 1923, li fou concedit el Premi Nobel de la Pau l'any 1922. El 1927 fou el representant de Noruega al Comitè per al Desarmament de la Societat de Nacions.
Morí d'una embòlia cerebral el 13 de maig de 1930 a Polhøgda, prop d'Oslo.

## Honors pòstums
- La Societat de Nacions li va rendir honors creant el 1931 l'Oficina Internacional Nansen per als Refugiats, que va rebre el Premi Nobel de la Pau l'any 1938.
- El Premi Nansen per als Refugiats, conegut com la Medalla Nansen, concedit des de 1955 per l'ACNUR a aquella persona o grup de persones que han desenvolupat un servei de suport a la causa del refugiat.
- En honor seu un cràter de la Lluna i de Mart porten el seu nom.
- Es batejà un asteroide amb el seu nom, el (853) Nansenia.